# Xã Lamar, Quận Madison, Arkansas
Xã Lamar (tiếng Anh: Lamar Township) là một xã thuộc quận Madison, tiểu bang Arkansas, Hoa Kỳ. Năm 2010, dân số của xã này là 949 người.